# Fédération d'Israël de basket-ball
La Fédération d'Israël de Basket-ball (en hébreu : איגוד הכדורסל בישראל ou IBA) est une association, fondée en 1934, chargée d'organiser, de diriger et de développer le basket-ball en Israël, d'orienter et de contrôler l'activité de toutes les associations ou unions d'associations s'intéressant à la pratique du basket-ball.
L'IBA représente le basket-ball auprès des pouvoirs publics ainsi qu'auprès des organismes sportifs nationaux et internationaux et, à ce titre, Israël dans les compétitions internationales. Elle défend également les intérêts moraux et matériels du basket-ball israélien. Elle est affiliée à la Fédération internationale de basket-ball amateur (FIBA) depuis 1939 et à la FIBA Europe depuis 1954.